# Alfred Wehmeyer

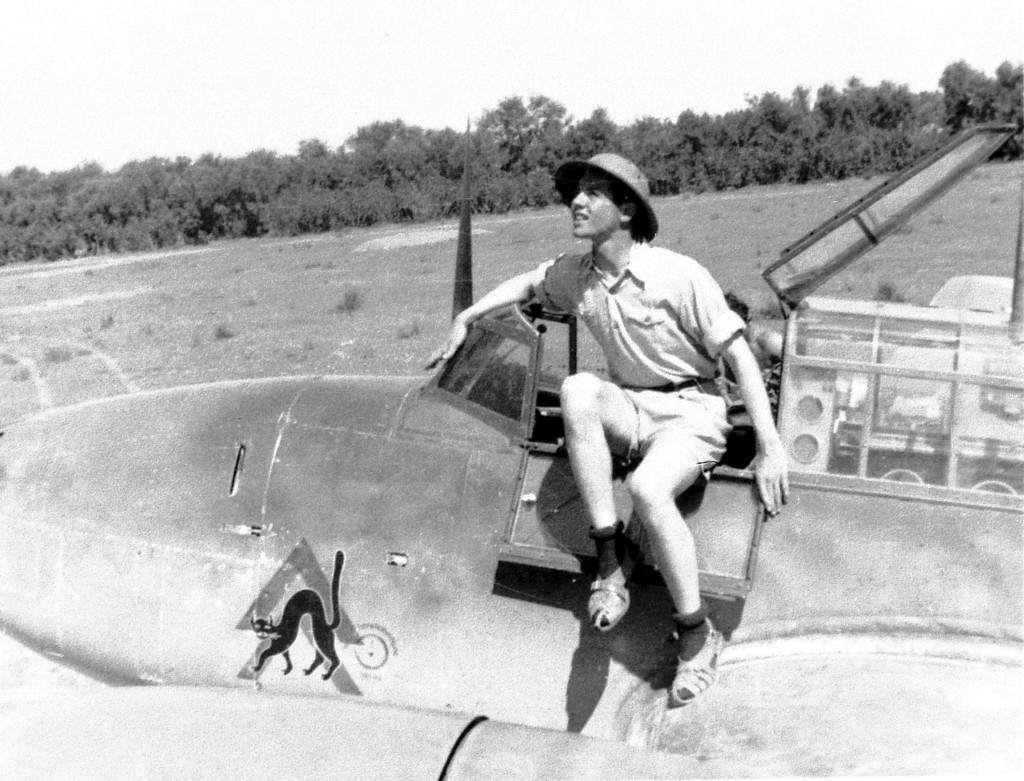
Lt. Alfred Wehmeyer mit Bf 110 C, 8./ZG 26, Anfg. 1941

Alfred Wehmeyer (* 21. Mai 1919 in Wien; † 1. Juni 1942 südwestlich bei Darna) war ein deutscher Luftwaffenoffizier, zuletzt Oberleutnant sowie Staffelkapitän der 7. Staffel der III. Gruppe des Zerstörergeschwaders 26 „Horst Wessel“.

## Leben

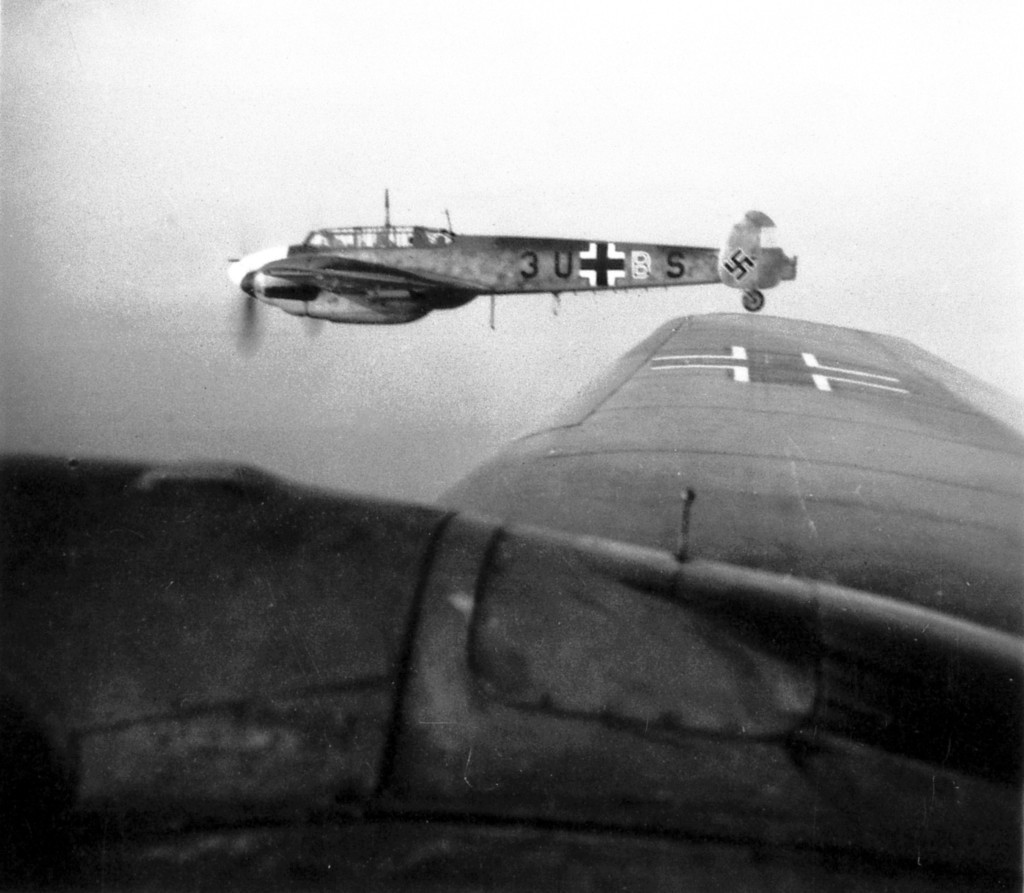
Messerschmitt Bf 110 C, 3U+BS (rotes B), 8./ZG 26. Verlegeflug im Nov. 1940 vermutl. von Nordfrankreich über Neubiberg, Treviso und Palermo nach Trapani/Sizilien

Wehmeyer trat mit neunzehn Jahren im Herbst 1938 der Wehrmacht bei und begann seine Ausbildung als Offiziersanwärter zunächst im Gebirgsjäger-Regiment 100 (Bad Reichenhall), das seinerzeit der 1.  Gebirgs-Division unterstellt war. Er wechselte jedoch wenig später zur Luftwaffe und erhielt dort seine Pilotenausbildung. Im Anschluss daran kam er als Flugzeugführer zur III. Gruppe des Zerstörergeschwaders 26. Während der Luftschlacht um England erzielte Wehmeyer, mittlerweile im Range eines Leutnants, seine ersten fünf bestätigten Luftsiege, drei Spitfire MK1 sowie zwei Hurricane-Jäger der Royal Air Force. Für diese Leistung wurden ihm beiden Klassen des Eisernen Kreuzes verliehen. Anschließend, im Dezember 1940, erfolgte seine Verlegung nach Italien mit Operationsgebiet Afrika/Mittelmeerraum, wo ab Februar 1941 seine Staffelgruppe aufgestellt wurde. Hier wurden Wehmeyer selbst und sein Bordfunker Willi Wüst am 19. Februar 1941 über dem offenen Mittelmeer von einem britischen Jäger abgeschossen, konnte aber mit der Messerschmitt Bf 110 noch sicher notwassern. Nach vierundzwanzig Stunden wurden beide mit Schussverletzungen von einer italienischen Seenotmaschine gerettet. Wehmeyer und Wüst erhielten daraufhin das Verwundetenabzeichen in Schwarz. Nach seiner Genesung kehrte Wehmeyer zu seiner Staffel (vermutl. 8./ZG 26) zurück. Am 1. April 1942 erfolgte seine Beförderung zum Oberleutnant. Am 1. Juni 1942 verhinderte Wehmeyer mit seiner 7. Staffel durch mehrere waghalsige Tieffliegerangriffe einen britischen Umgehungsversuch nahe Tobruk. Bei einem dieser Tieffliegerangriffe stürzte Wehmeyer mit seiner Maschine ab, die durch Aufschlagbrand zerschellte. Hinsichtlich der Absturzursache gibt es keine genaueren Hinweise. Insgesamt erzielte Wehmeyer auf über 200 Feindflügen 18 Luftsiege, die letzten beiden durch Nachtjagd.

## Auszeichnungen
- Medaille zur Erinnerung an den 13. März 1938 am 8. November 1938
- Flugzeugführerabzeichen am 1. Februar 1940
- Eisernes Kreuz (1939) II. und I. Klasse am 26. August 1940 und 30. September 1940
- Verwundetenabzeichen (1939) in Schwarz am 23. Februar 1941
- Ehrenpokal für besondere Leistung im Luftkrieg am 21. März 1941
- Frontflugspange für Jäger in Gold am 18. Dezember 1941
- Italienische Tapferkeitsmedaille in Silber am 5. November 1941
- Deutsches Kreuz in Gold am 25. Februar 1942[1]
- Deutsch-italienische Kriegserinnerungsmedaille am 20. Mai 1942
- Ritterkreuz des Eisernen Kreuzes am 4. September 1942 (posthum)[1]